# Ільбоно
Ільбоно (італ. Ilbono, сард. Irbonu) — муніципалітет в Італії, у регіоні Сардинія,  провінція Ольястра.
Ільбоно розташоване на відстані близько 340 км на південний захід від Рима, 85 км на північний схід від Кальярі, 10 км на південний захід від Тортолі, 2 км на північ від Ланузеі.
Населення — 2158 осіб (2014).
Щорічний фестиваль відбувається 24 червня. Покровитель — святий Іван Хреститель.

## Демографія
Населення за роками:

Станом на 1 січня 2023 року в муніципалітеті офіційно проживало 10 іноземців з 8 країн, серед них 3 громадяни країн Євросоюзу.

## Сусідні муніципалітети
- Арцана
- Барі-Сардо
- Еліні
- Ланузеі
- Лочері
- Тортолі